# Saint-Jean-de-Monts
Saint-Jean-de-Monts település Franciaországban, Vendée megyében. Lakosainak száma 8809 fő (2022. január 1.). Saint-Jean-de-Monts La Barre-de-Monts, Notre-Dame-de-Monts, Le Perrier, Saint-Hilaire-de-Riez és Sallertaine községekkel határos.

## Népesség
A település népessége az elmúlt években az alábbi módon változott:
| Lakosok száma | 8349 | 8621 | 8847 | 8634 | 8668 | 8696 | 8725 | 8741 | 8809 |
|               | 2013 | 2015 | 2016 | 2017 | 2018 | 2019 | 2020 | 2021 | 2022 |